# Rio Fortaleza
Der Rio Fortaleza ist zusammen mit seinem Oberlauf Rio Guaricanga ein etwa 85 km langer rechter Nebenfluss des Rio Iapó im Inneren des brasilianischen Bundesstaats Paraná.

## Etymologie und Geschichte
Der Name stammt aus der Zeit der Kämpfe mit ursprünglich ansässigen Kaingang-Indianern. José Félix aus São Paulo hatte gegen Ende des 18. Jahrhunderts im östlichen Bereich des heutigen Munizips Tibagi ein Lehen (Sesmaria) erhalten. Er errichtete Mauern um seine Ländereien, die er Fazenda Fortaleza nannte. Von ihr erhielt der Fluss seinen Namen.

## Geografie

### Lage
Das Einzugsgebiet des Rio Fortaleza befindet sich auf dem Segundo Planalto Paranaense (Zweite oder Ponta-Grossa-Hochebene von Paraná).

### Verlauf
Das Quellgebiet des Rio Guaricanga liegt im Munizip Piraí do Sul auf 1.139 m Meereshöhe etwa 20 km nordwestlich des Hauptorts in der Nähe der PR-090 (Estrada do Cerne). Es gehört zum Umweltschutzgebiet Area de Proteção Ambiental (APA) da Escarpa Devoniana. Es liegt im Rincão do Guaricanga, dem Guaricanga-Winkel, am Südwesthang der bis zu ca. 1.300 m hohen Serra Monte Negro.
Der Fluss verläuft auf seinen ersten zehn Kilometern nach Nordwesten entlang der Serra Monte Negro parallel zur Estrada do Cerne. Dann biegt er in rechtem Winkel nach Südwesten ab und quert die Estrada do Cerne. Nach etwa 30 km verlässt er das Umweltschutzgebiet und das Munizip Piraí do Sul und bildet nun die Grenze zwischen den Munizipien Ventania und Tibagi. Ab hier heißt er Rio Fortaleza. Nach weiteren elf Kilometern endet an der rechtsseitigen Einmündung des Rio Vorá das Munizip Ventania. Der Fluss durchquert jetzt bis zu seiner Mündung das Munizip Tibagi.    
Er fließt auf 706 m Höhe von rechts in den Rio Iapó. Er ist zusammen mit dem Rio Guaricanga etwa 85 km lang.

### Munizipien im Einzugsgebiet
Am Rio Fortaleza liegen die drei Munizipien Piraí do Sul, Ventania und Tibagi.

## Umweltschutzgebiet APA da Escarpa Devoniana
Der Rio Guaricanga entspringt in der Área de Proteção Ambiental da Escarpa Devoniana, einem knapp 4.000 km² Umweltschutzgebiet zwischen dem Segundo und dem Terceiro Planalto Paranaense.